# دارکوب دارچینی
دارکوب دارچینی (نام علمی: Celeus loricatus) نام یک گونه از سرده دارکوب‌های خوش‌مو است.